# Sejm pacyfikacyjny 1673
Sejm pacyfikacyjny 1673 – I Rzeczypospolitej został zwołany przez króla Michała Korybuta Wiśniowieckiego 17 listopada 1672 roku do Warszawy.
Sejmiki przedsejmowe w województwach odbyły się 18 grudnia 1672 roku. Marszałkiem sejmu obrano Stefana Stanisława Czarnieckiego, pisarza polnego koronnego. Obrady sejmu trwały od 4 stycznia do 8 kwietnia 1673 roku.
Sejm stanowił kontynuację konfederacji zawiązanej przez szlachtę koronną przy królu Michale Korybucie Wiśniowieckim w Gołębiu 16 października 1672 roku. Monarcha podpisał akt konfederacji 10 listopada 1672 roku. Skierowana była ona przeciwko opozycji antykrólewskiej, podejrzewanej o próbę detronizacji króla, na której czele stał hetman wielki koronny Jan Sobieski. W odpowiedzi na działania zwolenników dworu Sobieski zawiązał 23 listopada 1672 roku związek wojska koronnego w Szczebrzeszynie. Sytuacja ta groziła wybuchem wojny domowej. 
Wznowione 4 stycznia 1673 roku obrady konfederacji gołąbskiej, której uczestnicy zjechali się na zjazd do Warszawy, przybrały postać sejmu. Przedmiotem obrad stały się sprawy zaprowadzenia pokoju wewnętrznego. 12 marca 1673 roku rozwiązano obie konfederacje podpisaniem aktu pacyfikacji, kończącego otwarty konflikt między dworem i popierającą go szlachtą a opozycyjnym magnackim stronnictwem „malkontentów”. Do porozumienia doszło w obliczu zagrożenia Rzeczypospolitej które stanowił najazd Turcji w 1672 roku. 
Wskutek poniesionych klęsk z wojskami tureckimi Rzeczpospolita została zmuszona do zawarcia hańbiącego traktatu w Buczaczu (18 października 1672 roku), w którym odstępowała Turcji Podole i południową Ukrainę (województwa bracławskie i kijowskie) oraz zobowiązała się do płacenia corocznego haraczu w wysokości 22 000 dukatów. Sejm nie dokonał ratyfikacji traktatu buczackiego. Uchwalono natomiast wysokie podatki: akcyzę, cło powszechne, pogłówne, z przeznaczeniem na utrzymanie 50 000 armii na dalszą wojnę z Turcją.